# MC-Klasse
Die MC-Klasse ist eine aus vier Einheiten bestehende Klasse von auch als Deck-Carrier bezeichneten Schwergutschiffen. Die Schiffe wurden für die niederländische Reederei BigRoll Shipping gebaut und 2016 bzw. 2017 abgeliefert. Seit 2018 werden je zwei Einheiten von den niederländischen Reedereien BigLift Shipping und RollDock betrieben.

## Geschichte
Die Schiffe wurden auf der chinesischen Werft Cosco Dalian Shipyard Company in Dalian für die niederländische Reederei BigRoll Shipping gebaut und 2016 bzw. 2017 abgeliefert. Zwei Schiffe wurden 2013 bestellt, die Bestellung von zwei weiteren Schiffen folgte 2014. Der Bau der Schiffe begann mit dem ersten Stahlschnitt im Juni 2014. Die Schiffe wurden von BigRoll Shipping, einem Joint Venture der niederländischen Reedereien BigLift Shipping und RollDock, betrieben. Zum 1. Januar 2018 endete die Zusammenarbeit der beiden Reedereien. In der Folge gingen je zwei der Schiffe an die zur Spliethoff-Gruppe gehörende Reederei BigLift Shipping und die zur Roll Group gehörende Reederei RollDock. BigLift Shipping lässt die Schiffe zusammen mit den ebenfalls von der Reederei befrachteten Schiffen der CY-Klasse von der südkoreanischen Reederei Chung Yang Shipping in Busan bereedern.
Die Schiffe sind nach den Seefahrern und Entdeckern Willem Barents, Vitus Bering, William Baffin und Francis Beaufort benannt.

## Beschreibung
Die Schiffe werden dieselelektrisch von zwei Indar-Elektromotoren angetrieben. Die Motoren wirken auf zwei Verstellpropeller mit Kortdüse. Die Schiffe verfügen über zwei mit jeweils 1500 kW Leistung angetriebene Bug- und ein mit 1000 kW Leistung angetriebenen Heckstrahlruder. Für die Stromerzeugung stehen zwei von Wärtsilä-Dieselmotoren des Typs 6L32 mit jeweils 2880 kW Leistung und zwei von Wärtsilä-Dieselmotoren des Typs 8L32 mit jeweils 3840 kW Leistung angetriebene Generatoren zur Verfügung. Außerdem steht ein von einem Caterpillar-Dieselmotor des Typs C32 Acert mit 994 kW Leistung angetriebener Hilfsgenerator zur Verfügung. Weiterhin wurde ein von einem Caterpillar-Dieselmotor des Typs C18 Acert mit 601 kW Leistung angetriebener Notgenerator verbaut.
Die Schiffe verfügen über ein offenes Ladedeck mit 5250 m² Fläche. Das Ladedeck ist 125 m lang und 42 m breit. Es kann mit 20 t/m² belastet werden. Auf dem Deck können verschiedene schwere und voluminöse Ladungen befördert werden, darunter beispielsweise Module und Anlagenteile für die Offshore-Öl- und Gasindustrie oder Offshore-Windparks, Schiffe bzw. Schiffssektionen oder vormontierte Fabrikteile. Die Schiffe können von den Seiten oder vom Heck aus beladen werden. Zum Anpassen der Höhe des Decks über der Wasserlinie bei der Beladung und zum Ausgleichen der Krängung bei Ladeoperationen verfügen die Schiffe über vier leistungsfähige Ballastwasserpumpen, die jeweils 300 m³ Ballastwasser pro Stunde pumpen können.
Vor dem Ladedeck befinden sich die Decksaufbauten. Die hohe Konstruktion des Vorschiffs dient als Schutz der auf dem Ladedeck beförderten Ladungen vor überkommendem Wasser. Durch die vordere Lage des Deckshauses können voluminöse Ladungen ohne Sichteinschränkungen von der Brücke befördert werden. An Bord stehen 14 Einzelkabinen für die Schiffsbesatzung zur Verfügung. In weiteren Kabinen finden 60 Personen wie beispielsweise Techniker Platz.
Der Rumpf der Schiffe ist eisverstärkt (Eisklasse 1A). Die Schiffe können rund 60 Tage auf See bleiben.

## Schiffe
| MC-Klasse                                                    | MC-Klasse   | MC-Klasse   | MC-Klasse                                        | MC-Klasse                  |
| Bauname                                                      | Bau- nummer | IMO- Nummer | Kiellegung Stapellauf Ablieferung                | Spätere Namen und Verbleib |
| ------------------------------------------------------------ | ----------- | ----------- | ------------------------------------------------ | -------------------------- |
| BigRoll Barentsz                                             | N624        | 9710464     | 17. November 2014 27. Oktober 2015 8. April 2016 | 2018: BigLift Barentsz     |
| BigRoll Bering                                               | N625        | 9710476     | 30. April 2015 31. Dezember 2015 17. Juni 2016   |                            |
| BigRoll Baffin                                               | N626        | 9758557     | 9. November 2015 31. Mai 2016 23. November 2016  | 2018: BigLift Baffin       |
| BigRoll Beaufort                                             | N627        | 9766841     | 18. Dezember 2015 20. März 2017                  |                            |
| Daten: Lloyd’s Register, Stichting Maritiem Historische Data |             |             |                                                  |                            |

Die Schiffe fahren unter der Flagge der Niederlande. Heimathafen ist Amsterdam.